# Burnt Forest
Burnt Forest is een plaats in het district Uasin Gishu in de Keniaanse provincie Bonde la Ufa. Er wonen 3.180 mensen (peildatum 1999).

## Geboren
- David Kibet (1963), middellangeafstandsloper
- Paul Koech (1969-2018), langeafstandsloper
- Edna Kiplagat (1979), langeafstandsloopster
- Emmanuel Mutai (1984), langeafstandsloper
- Sally Jepkosgei Kipyego (1985), langeafstandsloper
- Micah Kogo (1986), langeafstandsloper
- Wilson Kiprop (1987), langeafstandsloper
- Eunice Jepkoech Sum (1988), middellangeafstandsloopster